# Метаногени
Метаногени — археї, які виробляють метан як метаболічний побічний продукт. Вони поширені в болотах, де відповідають за вироблення болотного газу, і в кишечниках деяких тварин (наприклад жуйних тварин і людини), де вони відповідають за метеоризм. Вони також поширені в ґрунтах, в яких виснажений кисень. Деякі з них — екстремофіли, що мешкають в таких середовищах, як гарячі джерела і гідротермальні отвори дна.
Всі метаногени анаеробні. Всі вони швидко вмирають за наявності кисню. Деякі з них, так звані гідротрофи, використовують водень як джерело енергії (відновлюючий агент) і вуглекислий газ як джерело вуглецю. Частина вуглекислоти реагує з воднем, виробляючи метан і створюючи протонний градієнт через мембрану, який використовується для синтезу АТФ. На відміну від них, рослини і водорості використовують як відновлюючий агент воду. Інші метаногени використовують ацетат (CH3COO-) як джерело вуглецю і джерело енергії. Цей тип метаболізму називається «ацетотрофним», де ацетат руйнується, виробляючи вуглекислий газ і метан. Інші метаногени можуть використовувати метиловані сполуки, наприклад метиламіни, метанол і метантіол .
Метаногени відіграють життєво важливу екологічну роль в анаеробних оточеннях, видаляючи додатковий водень і продукти анаеробного метаболізму, які виробляють інші форми мікроорганізмів. Метаногени зазвичай активно ростуть в середовищах, де всі інші акцептори електрона (кисень, нітрати, сульфати і тривалентне залізо) виснажені.
Відомо понад 50 видів метаногенів, які поділяють на три класи — Methanobacteria, Methanococci і Methanopyri. Всі вони входять до типу Euryarchaeota. Метаногени — парафілетична група, і є деякі підстави припускати, що Methanococci — також парафілетична група.

## Опис
Біогаз утворюється в результаті розкладання органічних сполук тваринного і рослинного походження. У складі біогазу основним компонентом є метан, який утворюється в результаті життєдіяльності метаноутворюючих бактерій. Але метаногени не здатні самостійно перетворити органічні сполуки на метан і вуглекислий газ, тому спочатку в процесі беруть участь кислотоутворюючі бактерії.
Ці мікроорганізми здатні перетворювати складні органічні сполуки на простіші, приміром, білки розщеплюються до пептидів і амінокислот, вуглеводи стають простими цукрами, а жири перетворяться на гліцерин і жирні кислоти. Після закінчення першої фази бродіння утворюються масляна, оцтова і пропіонова кислоти, спирти і альдегіди, а також ряд інших неорганічних сполук, зокрема сірководень, водень і аміак. Тільки після цього до роботи беруться метаногени.
Під дією ферментів і коферментів, що виробляються метаноутворюючими бактеріями, завершується цикл бродіння, внаслідок чого утворюється метан і вуглекислий газ, що входять до складу біогазу. Метаноутворюючі бактерії належать до архебактерій. Вони мають особливий апарат синтезу білку і склад клітинних стінок, що дозволяє їм отримувати енергію і засвоювати вуглекислоту. Розмножуються метаногени дуже повільно і проявляють підвищену чутливість до змін довкілля.
Інтенсивність газовиділення багато в чому залежатиме від умов, створених для життєдіяльності метаноутворюючих бактерій. Низька кислотність середовища пригнічує ріст метаногенів, тим самим зменшуючи корисний вихід біогазу. Кількість метану, що міститься у біогазі, залежить від складу органічних речовин, що переробляються. Якщо в їх складі містяться жири і протеїни, то в результаті вийде біогаз з високим вмістом метану. Але якщо біомаса складається з рослинних компонентів з великим змістом вуглеводів, то вміст метану буде не високим.
Оскільки вони не здатні виділяти тепло, але існувати можуть лише в теплі для підвищення ефективності їх роботи потрібно підігрівання. Залежно від необхідної для їх життєдіяльності температури метаногени бувають психрофільними — можуть жити при температурі від +5 °С до +20 °С, мезофільні — живуть при температурі від +30 °С до +42 °С, і термофільними які живуть при температурі від +54 °С до +56 °С. Метаногенні бактерії не виносять різких перепадів температури.
Кислотоутворюючі і метаноутворюючі бактерії містяться в рослинах, екскрементах тварин і у воді. Звичайно велику кількість цих мікроорганізмів можна зустріти у болотах, де відчувається брак кисню і наявні різні органічні сполуки. Вони є невід'ємною частиною анаеробного розкладання органічних речовин. Для переробки біологічної маси в спеціальних біогазових установках не потрібно спеціальне засіювання бактерій, оскільки вони вже містяться в ній. Екскременти тварин містять повний комплекс необхідних для їх розкладання мікроорганізмів, тому для їх переробки вимагається лише створити і підтримувати оптимальні умови для розвитку процесу бродіння.

## Форми метаногенів
- Methanobacterium bryantii[en]
- Methanobacterium formicum
- Methanobrevibacter arboriphilicus[d]
- Methanobrevibacter gottschalkii[en]
- Methanobrevibacter ruminantium[en]
- Methanobrevibacter smithii[en]
- Methanocalculus chunghsingensis[en]
- Methanococcoides burtonii[en]
- Methanococcus aeolicus[en]
- Methanococcus deltae[d]
- Methanococcus jannaschii[en]
- Methanococcus maripaludis[en]
- Methanococcus vannielii[en]
- Methanocorpusculum labreanum[en]
- Methanoculleus bourgensis[en] (Methanogenium olentangyi & Methanogenium bourgense)
- Methanoculleus marisnigri[en]
- Methanofollis liminatans[en]
- Methanogenium cariaci[en]
- Methanogenium frigidum[en]
- Methanogenium organophilum[en]
- Methanogenium wolfei
- Methanomicrobium mobile[en]
- Methanopyrus kandleri[en]
- Methanoregula boonei[en]
- Methanosaeta concilii[en]
- Methanosaeta thermophila[d]
- Methanosarcina acetivorans[en]
- Methanosarcina barkeri[en]
- Methanosarcina mazei[en]
- Methanosphaera stadtmanae[en]
- Methanospirillium hungatei
- Methanothermobacter defluvii[en] (Methanobacterium defluvii)
- Methanothermobacter thermautotrophicus[en] (Methanobacterium thermoautotrophicum)
- Methanothermobacter thermoflexus[en] (Methanobacterium thermoflexum)
- Methanothermobacter wolfei[de] (Methanobacterium wolfei)
- Methanothrix sochngenii

## Ресурси Інтернету
- Баадер В., Доне Е., Бренндерфер М. Биогаз. Теория и практика.
- Eder Barbara, Schulz Heinz. Биогазовые установки / Практическое пособие. - 1996.